# Can Monteys
Can Monteys o Can Montells és un edifici construït com a habitatge de segona residència fora del casc de la població de Gualba (Vallès Oriental) inclosa a l'Inventari del Patrimoni Arquitectònic de Catalunya. Actualment està abandonada.Edifici aïllat, al mig d'una gran finca, de tipologia ciutat-jardí, de planta baixa, pis i golfa, i coberta composta. Les façanes són de composició asimètrica. Els elements formals i decoratius són representatius del llenguatge modernista.